# Landtagswahl in Rheinland-Pfalz 1996
- SPD: 43
- Grüne: 7
- FDP: 10
- CDU: 41

- Regierung: 53
- Opposition: 48

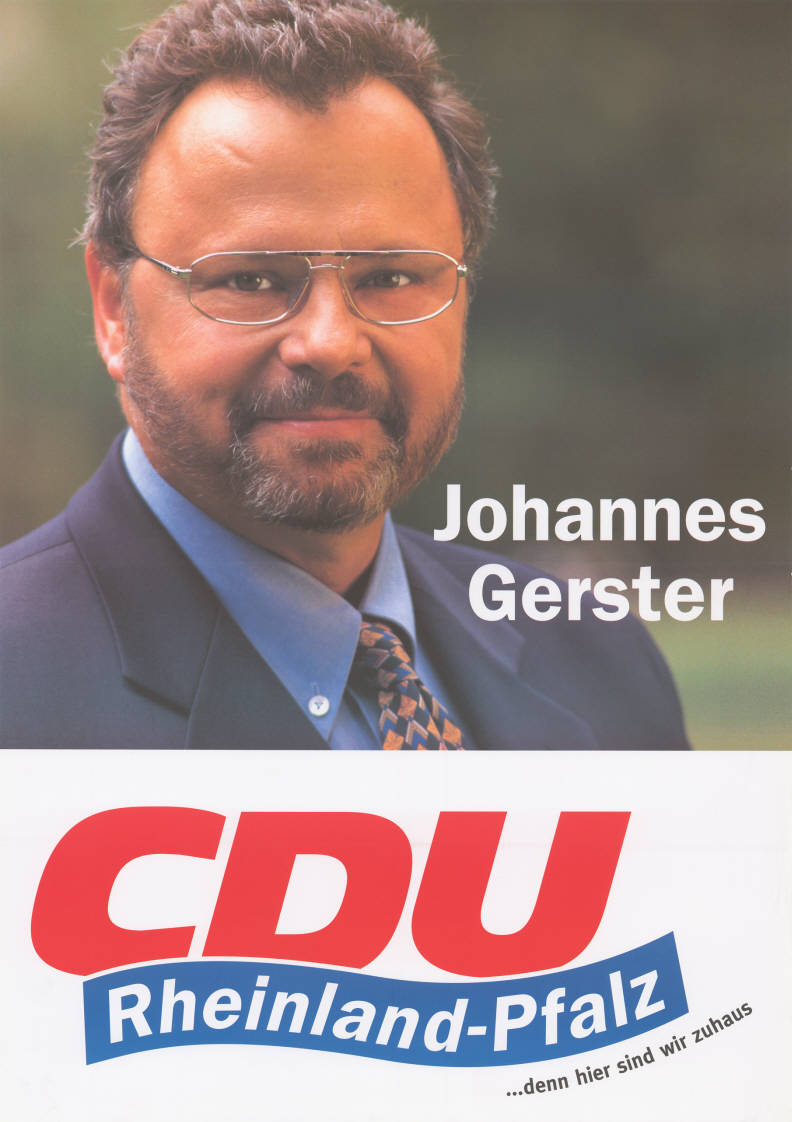
Wahlplakat der CDU mit Spitzenkandidat Gerster

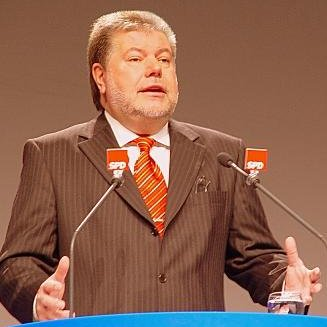
Ministerpräsident Beck

Die Landtagswahl in Rheinland-Pfalz 1996 fand am 24. März gleichzeitig mit den Landtagswahlen in Baden-Württemberg und Schleswig-Holstein statt. Trotz Stimmenverlusten der SPD konnte die von Ministerpräsident Kurt Beck geführte sozialliberale Koalition fortgesetzt werden.

## Ausgangslage
Seit 1991 regierte in Rheinland-Pfalz eine sozialliberale Koalition aus SPD und FDP. 1991 bis 1994 mit Rudolf Scharping und seit 1994 mit Kurt Beck (SPD) als Ministerpräsident. Nach der verlorenen Wahl 1991 hatte die CDU 1992 Hans-Otto Wilhelm als Vorsitzenden abgewählt. Sein Nachfolger Werner Langen blieb nur ein Jahr im Amt. Spitzenkandidat der CDU war nun der 1993 gewählte Parteivorsitzende Johannes Gerster.

## Ergebnis
Bei den Wahlen zum 13. Landtag ergab sich folgendes Ergebnis (endgültiges Ergebnis):
| Listen                          | Listen            | Wahlkreisstimmen | Wahlkreisstimmen | Wahlkreisstimmen | Wahlkreisstimmen | Landesstimmen | Landesstimmen | Landesstimmen | Landesstimmen | Mandate | Mandate |
| Listen                          | Listen            | Stimmen          | %                | +/-              | Mandate          | Stimmen       | %             | +/-           | Mandate       | Anzahl  | +/-     |
| ------------------------------- | ----------------- | ---------------- | ---------------- | ---------------- | ---------------- | ------------- | ------------- | ------------- | ------------- | ------- | ------- |
|                                 | SPD               | 846.507          | 41,3             | –5,0             | 24               | 821.539       | 39,8          | –5,0          | 19            | 43      | –4      |
|                                 | CDU               | 860.847          | 42,0             | +1,8             | 27               | 798.166       | 38,7          | ±0,0          | 14            | 41      | +1      |
|                                 | FDP               | 137.730          | 6,7              | +0,3             | –                | 184.426       | 8,9           | +2,1          | 10            | 10      | +3      |
|                                 | GRÜNE             | 134.173          | 6,6              | +1,2             | –                | 142.665       | 6,9           | +0,5          | 7             | 7       | –       |
|                                 | REP               | 42.103           | 2,1              | +1,4             | –                | 71.499        | 3,5           | +1,4          | –             | –       | –       |
|                                 | Graue             | 1.959            | 0,1              | +0,1             | –                | 14.338        | 0,7           | +0,7          | –             | –       | –       |
|                                 | ÖDP               | 13.641           | 0,7              | –0,1             | –                | 10.879        | 0,5           | –0,4          | –             | –       | –       |
|                                 | NPD               | 1.099            | 0,1              | N/A              | –                | 7.633         | 0,4           | N/A           | –             | –       | –       |
|                                 | Naturgesetz       | 3.010            | 0,1              | N/A              | –                | 6.201         | 0,3           | N/A           | –             | –       | –       |
|                                 | PBC               | 1.355            | 0,1              | +0,1             | –                | 3.402         | 0,2           | +0,2          | –             | –       | –       |
|                                 | Statt             | 1.154            | 0,1              | N/A              | –                | 2.608         | 0,1           | N/A           | –             | –       | –       |
|                                 | BüSo              | –                | –                | N/A              | –                | 370           | 0,0           | N/A           | –             | –       | –       |
|                                 | FAL               | 594              | 0,0              | N/A              | –                | –             | –             | N/A           | –             | –       | –       |
|                                 | GPD               | 525              | 0,0              | N/A              | –                | –             | –             | N/A           | –             | –       | –       |
|                                 | CM                | 241              | 0,0              | ±0,0             | –                | –             | –             | N/A           | –             | –       | –       |
|                                 | Einzelbewerber    | 2.371            | 0,1              | ±0,0             | –                | –             | –             | –             | –             | –       | –       |
| Gesamt                          | Gesamt            | 2.047.309        | 100              |                  | 51               | 2.063.726     | 100           |               | 50            | 101     | –       |
|                                 |                   |                  |                  |                  |                  |               |               |               |               |         |         |
| Ungültige Stimmen               | Ungültige Stimmen | 67.624           | 3,2              | +0,8             |                  | 51.207        | 2,4           | +0,7          |               |         |         |
| Wähler                          | Wähler            | 2.114.933        | 70,8             | –3,1             |                  | 2.114.933     | 70,8          | –3,1          |               |         |         |
| Wahlberechtigte                 | Wahlberechtigte   | 2.987.099        |                  |                  |                  | 2.987.099     |               |               |               |         |         |
|                                 |                   |                  |                  |                  |                  |               |               |               |               |         |         |
| Quelle: Statistisches Landesamt |                   |                  |                  |                  |                  |               |               |               |               |         |         |

## Regierungsbildung
| Koalitionsoption                   | Sitze |
| ---------------------------------- | ----- |
| Zweidrittelmehrheit (ab 67 Sitzen) |       |
| SPD, CDU                           | 84    |
| Absolute Mehrheit (ab 51 Sitzen)   |       |
| SPD, FDP                           | 53    |
| CDU, FDP                           | 51    |
| Sitze gesamt                       | 101   |

Nach dieser Wahl besaß eine schwarz-gelbe Koalition wieder eine Mehrheit im Landtag. Dennoch entschied sich die FDP zur Fortführung der sozialliberalen Koalition.